# Součekite
La součekite è un minerale appartenente al gruppo della bournonite.